# Пожежний літак

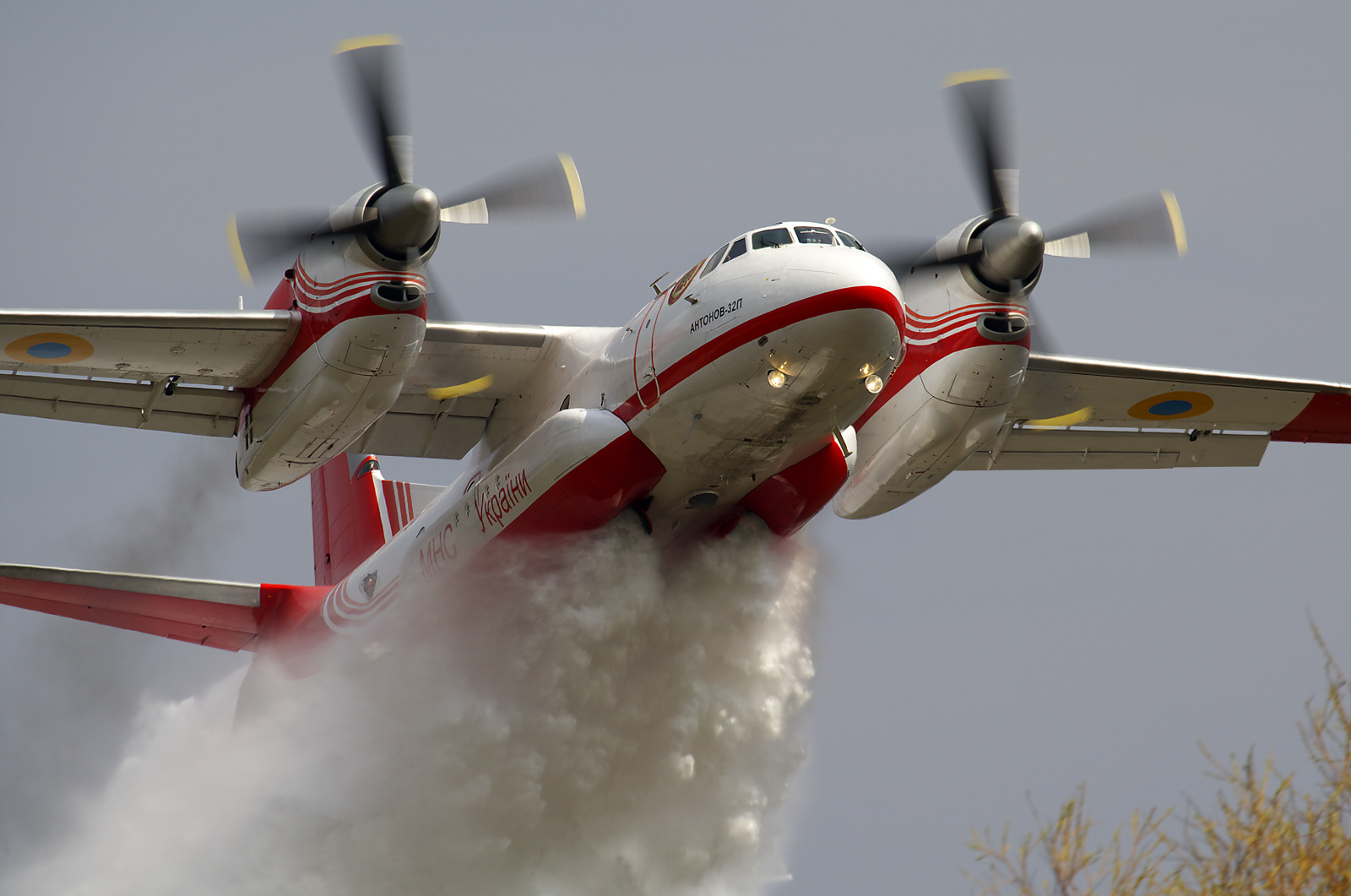
Ан-32П гасить пожежу. Український літак оснащений 4 зовнішніми знімними баками об'ємом по 2000 л кожен.

Пожежний літак — це літак, навмисно обладнаний вмістищами для гасіння пожеж вогнегасними речовинами.

## Заповнення і доправляння вогнегасних речовин
У звичайних літаках з нерухомим крилом, вмістища для води зазвичай заповнюються за допомогою шлангів на звичайному аеродромі або на тимчасових злітно-посадкових смугах поряд з місцем застосування.
Літальні човни та літаки-амфібії, які використовуються як пожежні літаки, зазвичай можуть поглинати воду з сусіднього придатного  водоймища під час польоту, занурюючи їх з заливними трубами у воду, але без приземлення на водойму.
У воду для гасіння, можуть додаватися хімічні речовини для підвищення дієвості пожежогасіння; вони також можуть бути пофарбовані задля зорового позначення для пілота. Скидання водяного вантажу — тобто випуск і падіння, зазвичай триває всього 3-5 секунд.
Випуск вогнегасної речовини загалом виконується пілотом або іншим членом екіпажу на малій висоті польоту.

## Галузь застосування
Літаки пожежогасіння широко застосовуються під час лісових пожеж з 1953 року і зазвичай, є єдиним способом використовувати засоби пожежогасіння на складній місцевості в короткі терміни.

### Переваги
Пожежний літак здатний:
- порівняно швидко прибути в зону, яка підлягає гасінню пожежі (особливо це властиво для реактивних пожежних літаків), злетівши з найближчої авіабази;
- за кілька секунд вилити на місце пожежі тонни води чи іншої вогнегасної речовини;
- гасити пожежу на місцевостях, доступних лише з повітря (наприклад, Чорнобильська катастрофа), до того ж на досить великій площі.

## Особливості спеціальних протипожежних літаків
Canadair CL-215 був першим літаком, який був спеціально розробленим як літак пожежогасіння.
Протипожежні літаки конструктивно спроєктовані таким чином, щоби вони могли витримувати коливання корпусу, викликані операціями з гасіння пожежі, зокрема, перехоплення після одночасного скидання величезної кількості пожежної води та дужі пориви вітру в місці гасіння пожежі. Однак зрештою, пожежогасіння з літака набагато небезпечніше звичайних польотів, тож аварії трапляються знову і знову.